# Acumulador de frio

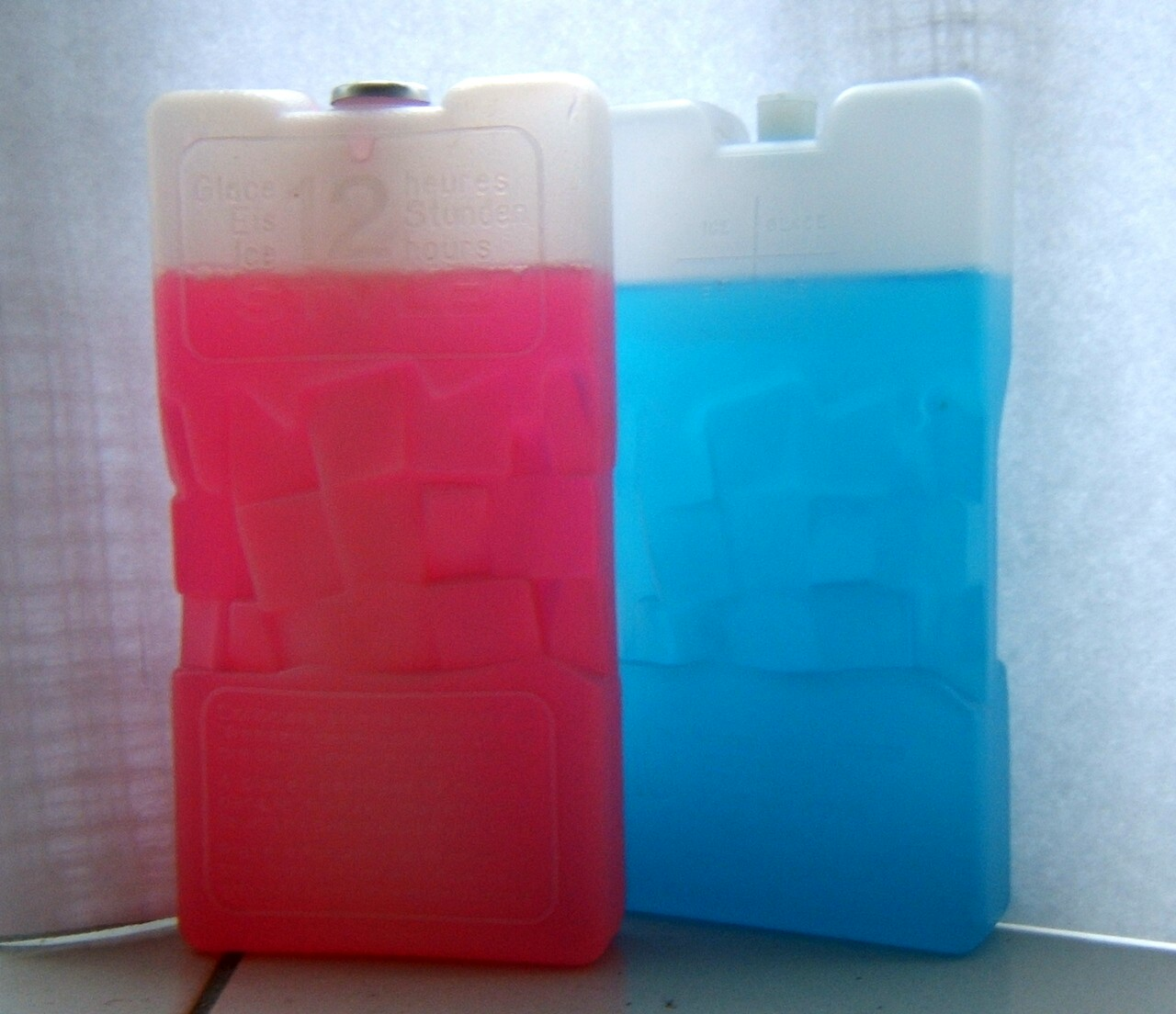
Acumulador de frio em forma de tijolo

Um acumulador de frio ou bloco de gelo, também popularmente conhecido como “tijolo de gelo”, é um elemento geralmente plástico, preenchível ou já contendo gel líquido, o qual, após congelado, é usado para manter a temperatura dentro de uma caixa ou câmara mais fria que a temperatura externa para fins de conservação.
Em geral, blocos de gelo são usados para:
- refrigerar alimentos, bebidas, medicamentos ou outros produtos por ocasião da transferência ou transporte destes; e[1]
- dissipar a energia térmica trocada entre o interior e o exterior de um compartimento (caixa) durante a duração de determinado processo logístico de transporte.[1]

Existem acumuladores de frio rígidos (blocos de material plástico), assim como os flexíveis (bolsas ou sacos fechados), ambos preenchidos com gel e reutilisáveis.